# Stradivarius Barjansky
El Stradivarius Barjansky (circa 1690) es un violonchelo fabricado por el lutier italiano Antonio Stradivari en la ciudad de Cremona. Es llamado así en homenaje a Alexandre Barjansky, quien tocaba este instrumento en particular durante la primera mitad del siglo XX. 
Ernest Bloch dedicó a Barjansky Schelomo, un concierto para violonchelo que el violonchelista ruso ejecutó con este mismo instrumento, con el que también estrenó el concierto para violonchelo de Frederick Delius.
Desde 1983 el Stradivarius Barjansky ha sido ejecutado por Julian Lloyd Webber, quien ha realizado más de treinta grabaciones con este instrumento que han sido premiadas.